# Bruno Schulz
Bruno Schulz, poljski modernistični pisatelj in likovni umetnik, * 12. julij 1892, Drohobycz † 19. november 1942, Drohobycz.

## Življenje
Bruno Schulz se je rodil v judovski družini kot najmlajši izmed treh otrok. Ni povsem jasno, v kolikšni meri so kot družina še živeli v judovskem duhu, če je razumel jidiš in koliko so že bili polonizirani. Znano pa je, da so obiskovali sinagogo. 
Že kot otrok je rad risal in se zanimal za slikarstvo. Obiskoval je gimnazijo Franca Jožefa v Drohobyczu. Njegova želja je bil študij slikarstva, vendar se je po prigovarjanju zlasti starejšega brata Izydorja odločil za vpis na študij arhitekture v Lvovu. Zaradi težav s srcem in pljuči je moral leta 1911 prekiniti študij in se zdraviti v bližnjem zdravilišču. Težave z zdravjem so ga pestile že od otroštva. S študijem je nadaljeval leta 1913, toda že čez eno leto se je moral, zaradi izbruha prve svetovne vojne, vrniti domov. V letu 1915 mu je umrl oče – njegova inspirativna figura. 
Dve leti kasneje je poskušal nadaljevati študij arhitekture na Dunaju. Čez nekaj mesecev pa se je zopet vrnil domov. V vojsko ni bil vpoklican, saj je veljal za nesposobnega za vojaško službo. V tem obdobju je Schulz ogromno risal in slikal. Leta 1918 so skupaj s prijatelji ustanovili umetniško skupino Kalleia, katere člani so bili še pevka Maria Badratzka, študent prava Emanuel Pilpel in kasnejši mecen in zbiratelj Schulzevih del Stanisław Weingarten. V Varšavi in v Lvovu je Schulz leta 1922 razstavljal grafike, dve leti kasneje pa pričel s poučevanjem risanja na gimnaziji Władysława Jagiełła v domačem kraju. Bil je tudi znanec znanega poljskega pisatelja Stanisława Ignacyja Witkiewicza, ki ga je večkrat portretiral. Za prve pisateljske poskuse je najverjetneje kriva smrt Schulzevega prijatelja Władysława Riffa. Med nekajletnim dopisovanjem sta namreč odpirala vprašanja glede estetike in pisateljstva.
Schulza so zaradi pomanjkanja formalne izobrazbe leta 1928 odpustili z dela na gimnaziji Władysława Jagiełła. Kasneje je pri komisiji prosvetnega ministrstva opravil izpit za srednješolskega učitelja. Na srednji šoli je poučeval tehnični pouk, česar pa ni maral. V pismih se je pogosto pritoževal, da mu poučevanje jemlje čas za lastno ustvarjanje. Poskušal je tudi s prošnjami za izredni dopust. Razloga sta bila zdravje in literarno ustvarjanje. Kljub temu je mlade pri likovnem ustvarjanju vedno spodbujal in jih spremljal. 
Witkiewicz ga je leta 1930 v Zakopanah seznanil z judovsko pesnico in pisateljico Deboro Vogel, ki ga je spodbujala k objavljanju zgodb. V načrtu sta imela tudi poroko, vendar jo je že prej preprečila njena družina. Debora Vogel se je poročila z drugim, a po nekaj letih sta s Schulzem znova navezala stik. Imel pa je srečo tudi pri znani poljski pisateljici Zofii Nałkowski, tako s pomočjo pri objavi zbirke kratkih zgodb z naslovom Cimetove prodajalne (1933), kot tudi s sicer kratko romantično zvezo. Leta 1933 je spoznal mlajšo učiteljico poljščine Józefino Szelińsko, s katero sta se dve leti kasneje zaročila. Za namen poroke je bil pripravljen izstopiti iz judovske verske občine in si pridobiti brezkonfesionalen status. Do poroke zaradi težav v njegovi družini in strahu pred krizo ustvarjanja v drugi okolici ni prišlo. 
Leta 1937 je za tri tedne odpotoval v Pariz, s sabo je vzel številne svoje risbe, z namenom, da bi navezal stike z ostalimi umetniki. Načrt ni uspel, zato se je v tem obdobju poslabšalo tudi njegovo depresivno stanje. Po začetku vojne je spoznal še svojo zadnjo ljubezen – mlado slikarko Anno Plockier, ki so jo kasneje ustrelili. Takrat se je preživljal s slikanjem propagandnega materiala in s stenskimi poslikavami, ki jih je risal za gestapovca Felixa Lendaua. Tudi Schulz je moral v geto. Sicer je imel nekaj stika z zunanjim svetom. Predajal je svoje zapise in risbe ter načrtoval pobeg. Prijatelji so mu priskrbeli ponarejene poljske dokumente. 19. novembra 1942 je sklenil, da bo pobegnil. Med gestapovsko akcijo, ki je bila kasneje poimenovana »črni četrtek«, ga je z dvema streloma v glavo ubil Karl Günther. Prijatelj ga je pokopal na judovskem pokopališču, o katerem pa danes ni več sledi.

## Literarna dela
- Sklepy cynamonowe (1933)
- Sanatorium pod klepsydrą (1938)
- Proza (1964)
- Druga jesień (1973)
- Opowiadania. Wybór esejów i listów (1989)

## Prevodi v slovenščino
- Varujte me, mile zarje: iz sodobne poljske proze. Avgust (odlomek), Samota, Sanatorij Pri klepsidri. (Niko Jež, Tone Pretnar, Katarina Šalamun-Biedrzycka, 1983) (COBISS)
- Cimetove prodajalne: izbrano delo (Katarina, Šalamun-Biedrzycka, 1990) (COBISS)
- Sanatorij Pri peščeni uri in drugi spisi (Jana, Unuk, 2017) (COBISS)